# Iglesia de San Esteban (Buruaga)
La iglesia de San Esteban es un edificio situado en el concejo español de Buruaga, en la provincia de Álava.

## Descripción
El edificio se encuentra en el concejo español de Buruaga, del municipio de Cigoitia, perteneciente a la provincia de Álava, en la comunidad autónoma del País Vasco. Se menciona como iglesia parroquial del lugar en el cuarto volumen del Diccionario geográfico-estadístico-histórico de España y sus posesiones de Ultramar de Pascual Madoz, donde aparece descrita con las siguientes palabras: «una parr. (San Esteban), servida por un cura beneficiado de provision del tribunal ecl. en concurso general entre patrimoniales». En el tomo de la Geografía general del País Vasco-Navarro dedicado a Álava y escrito por Vicente Vera y López, se dice lo siguiente: «Su parroquia, dedicada á San Esteban, estuvo servida por dos beneficiados; en la actualidad es de categoría rural de segunda y pertenece al arciprestazgo de Cigoitia».